# 光輪寺 (碧南市)
光輪寺（こうりんじ）は、愛知県碧南市棚尾本町1-48にある真宗大谷派の寺院。
山号は解脱山。本尊は阿弥陀如来。妙福寺（志貴毘沙門天）や安専寺とともに「棚尾の三寺」と呼ばれる。光輪寺の北東角の交差点は棚尾における札の辻である。

## 歴史

### 中世
古くは天台宗の霊場であり、棚尾総道場とされた。
応仁2年（1468年）に蓮如が三河国を巡行した際に浄土真宗に帰依し、六字名号を賜った。

### 近世
寛文年間（1661年～1673年）、碧海郡吉浜村（現・愛知県高浜市）の安藤某が出家して休無と号し、道場を再興して開基となった。貞享4年（1687年）8月2日、2世良円が木造の本尊を安置した。元禄15年（1702年）、3世賢了が解脱山光輪寺に改称し、真宗寺院としての形を成すようになった。
寛政2年（1790年）9月、6世恵空が鐘楼を建立した。文化2年（1805年）2月8日、親鸞聖人の御絵伝が下附された。同年11月には7世玄道によって本堂表門（薬医門）が修復された。文政9年（1826年）9月には7世玄道によって本堂が再建された。再建に合わせて現在の本尊である木造阿弥陀如来立像が下附されている。
天保11年（1840年）8月、六本柱の水屋が建立された。嘉永3年（1850年）には経堂が建立され、一切経が奉納された。

### 近代

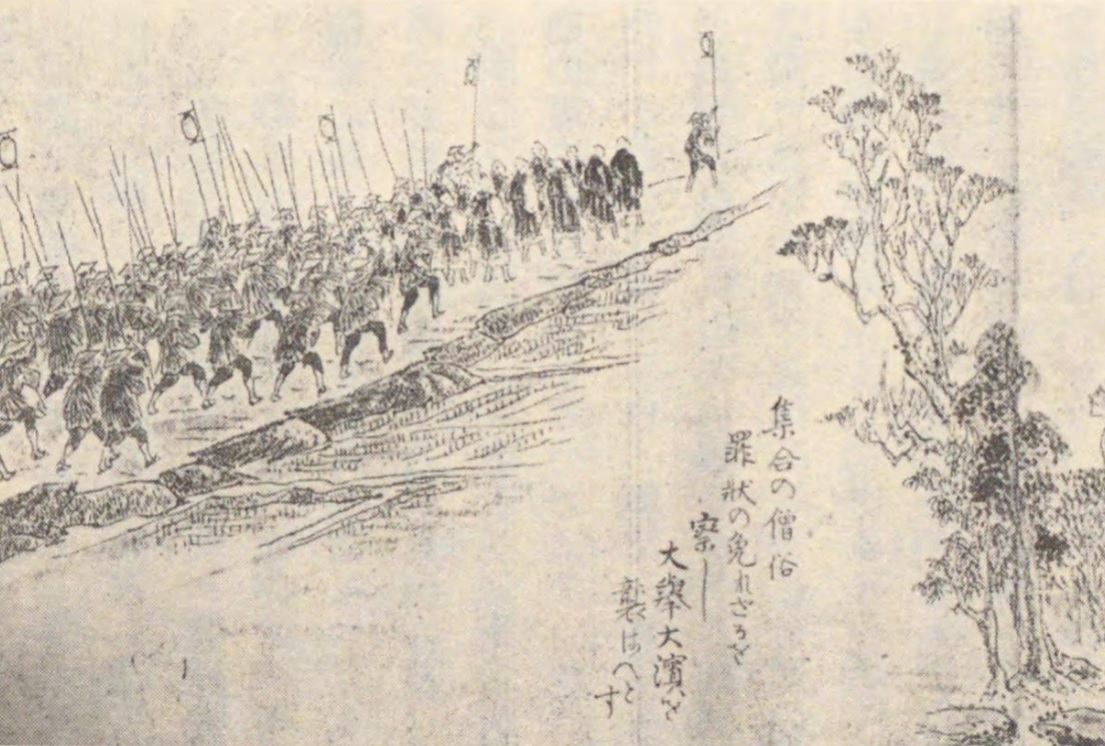
大浜騒動

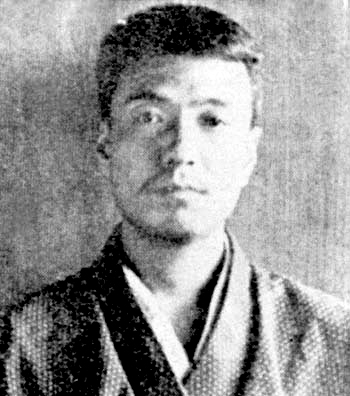
光輪寺を2度訪れた高浜虚子

明治維新期には菊間藩大浜出張所がこの地を統治しており、1870年（明治3年）11月には碧海郡大浜村（現・碧南市）の称名寺の藤井説冏、光輪寺の高木賢立が教諭使に任じられている。光輪寺や大浜村の西方寺は、廃仏毀釈における菊間藩の方針に賛同していたが、寺院の合併なども提案されたことで不安が広がり、1871年（明治4年）3月には碧海郡鷲塚村（現・碧南市）などで大浜騒動（鷲塚騒動）が起こった。
10世晃敬は革新的な人物として知られ、1892年（明治25年）頃には初代棚尾橋、湊橋、塩田、医学解剖局、衣浦造船所、知立警察署大浜分署、権現崎傘松などの写真を撮影している。これらは碧南市域において初めて撮影された写真だった。1897年（明治30年）には10世晃敬が経堂を修復した。1917年（大正6年）には11世真敬が庫裏を開放して棚尾幼稚園を設立し、後に平岩鉄工所社長となる平岩慶一（碧南市名誉市民）なども通園した。1920年（大正9年）には本堂を開放して日曜学校を開設した。
1922年（大正11年）12月20日、高浜虚子が碧海郡棚尾町（現・碧南市）を訪れ、光輪寺で開催された句会に参加した。高浜虚子の弟子である永井賓水は1921年（大正10年）に俳誌「アヲミ」を発刊していたが、この句会の際に高浜虚子が表紙の題字を揮毫し、さらに藤井達吉が表紙絵を描いた。これによって高浜虚子を頂点とする中央俳壇と三河俳壇が結びつき、水原秋桜子らが「アヲミ」を訪れている。高浜虚子は1928年（昭和3年）9月29日にも棚尾町を訪れている。
1932年（昭和7年）には道路の拡幅によって庫裏を移動することとなり、狭くなったために棚尾幼稚園は休園となった。太平洋戦争時には鐘楼を供出した。

### 現代
1975年（昭和50年）10月15日には本尊の木造阿弥陀如来立像が碧南市有形文化財に指定された。1992年（平成4年）4月26日には本堂を修復し、信徒会館を新築した。

## 境内
- 本堂
- 山門 - 薬医門。
- 信徒会館 - 1992年（平成4年）完成。
- 経堂 - 4間四方。内部は総桧造。
- 鐘楼
- 石造通用門
- 杉浦喜市之碑 - 杉浦喜市は新川町長や愛知県議会議員を務めた政治家。

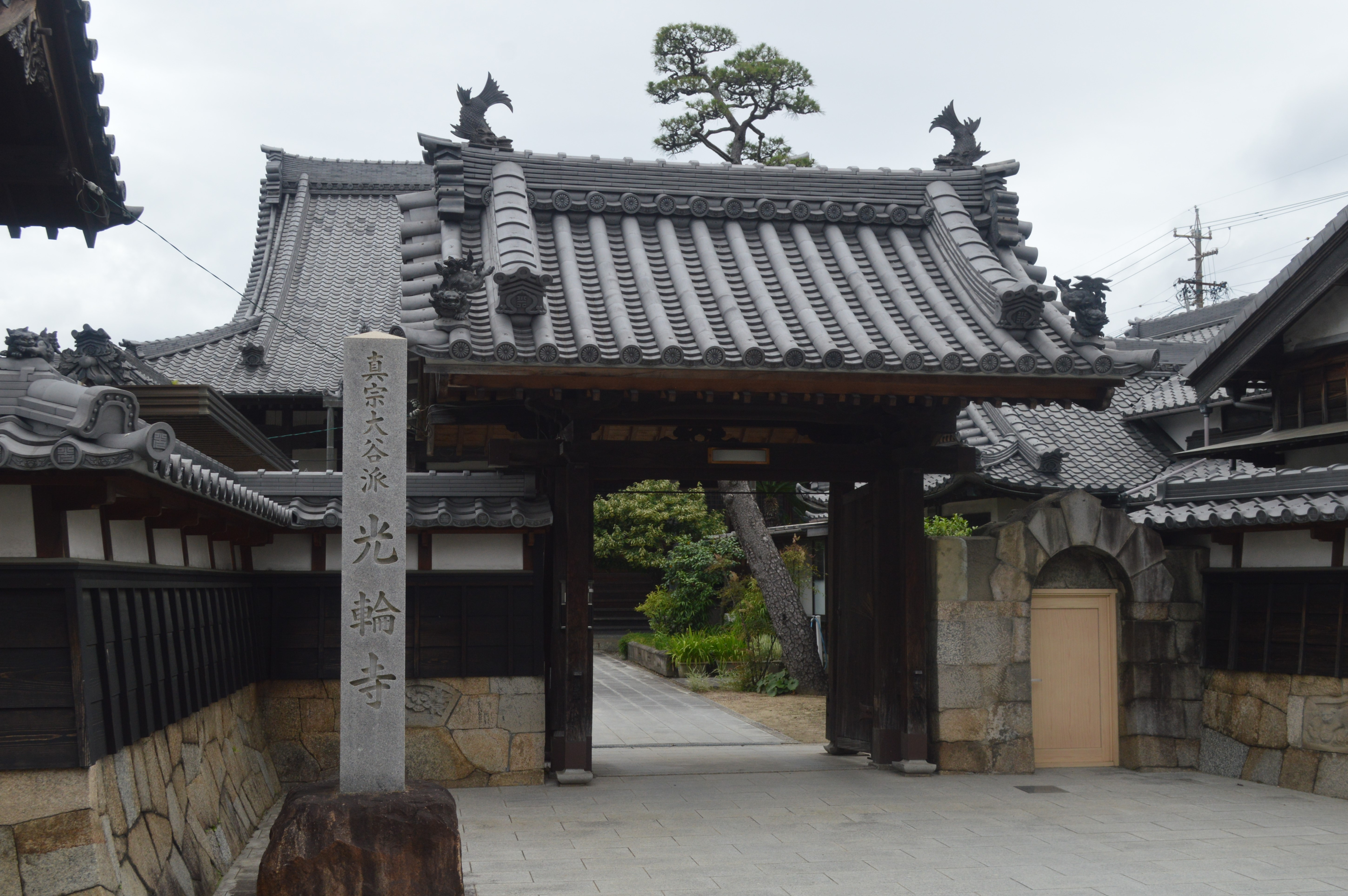
山門
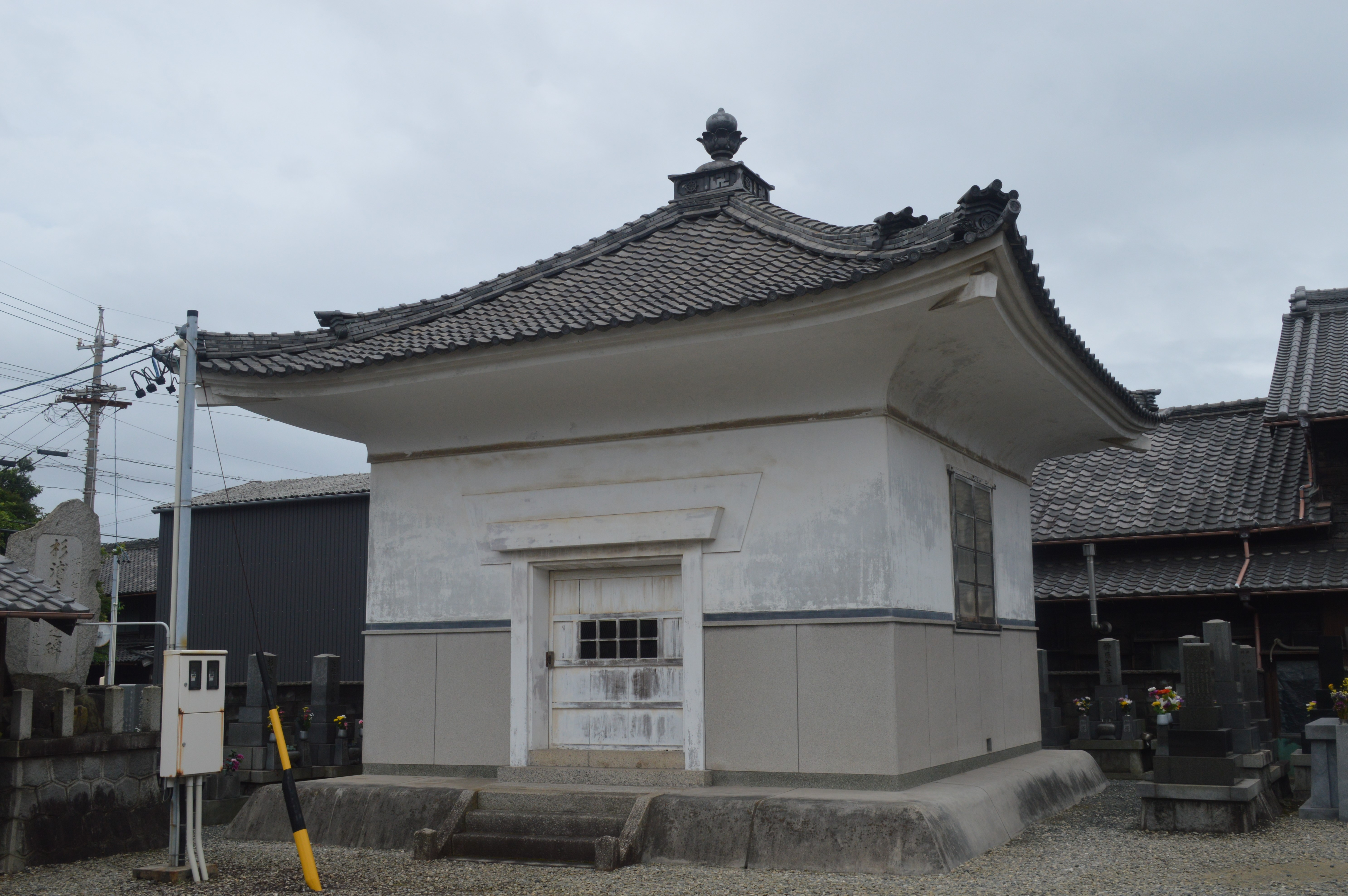
経堂
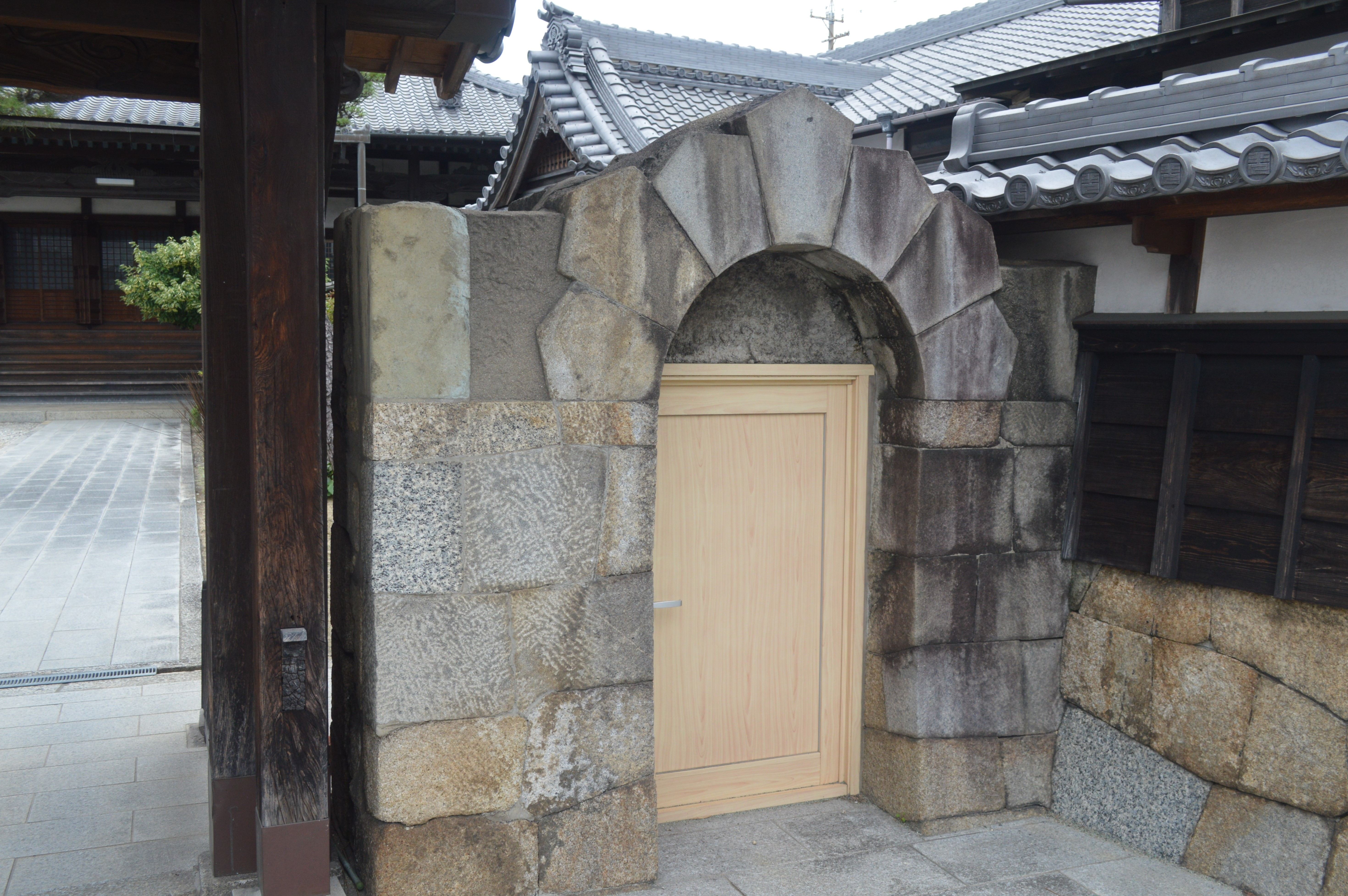
石造通用門
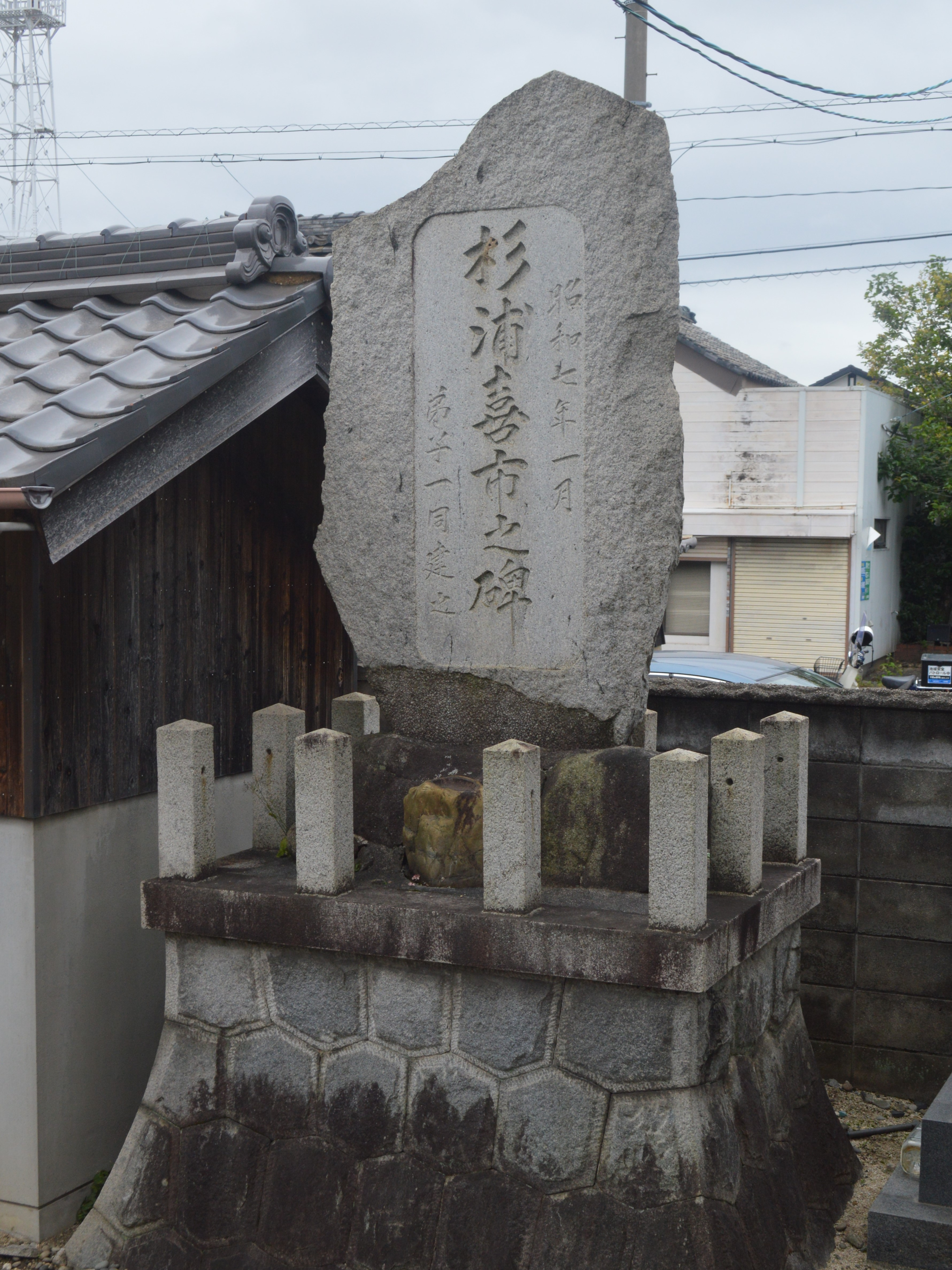
杉浦喜市之碑

## 歴代住職
- 開基 休無
- 2世 良円
- 3世 賢了
- 4世 円盛
- 5世 利慶
- 6世 恵空

- 7世 玄道
- 8世 賢立
- 9世 謙敬
- 10世 晃敬
- 11世 真敬
- 12世 真正

## 文化財

### 碧南市指定文化財
- 木造阿弥陀如来立像（美術工芸品） - 鎌倉時代[4]。像高90.8センチ[4]。檜の寄木造。1975年（昭和50年）10月15日、碧南市有形文化財に指定された[4]。

## 現地情報
所在地
- 447-0815 愛知県碧南市棚尾本町1-48

アクセス
- 名鉄三河線碧南駅から徒歩約10分[1]